# 金井美樹 (1996年生)
金井 美樹（かない みき、1996年9月10日 - ）は日本のモデル、女優。群馬県出身。アミューズを経てテンカラットに所属。

## 略歴
2007年、「ちゃおガール2007オーディション」でグランプリを受賞し、同オーディションで準グランプリの「菊地最愛」、「下谷美憂」、スマイル賞の「杉﨑寧々」、「堀内まり菜」とともにアミューズに所属した。
2008年、ちゃおガールとしての活動を開始、中学卒業を迎えた2012年3月に終了した。
2014年4月、Eテレのアニメ番組『くつだる。』に声優として出演、同年9月にはメインキャストの声優4人組（金井、堀内まり菜、佐藤日向、島ゆいか）によるユニット「マボロシ☆ラ部」でCDデビュー。
2017年5月1日、4月末をもってアミューズとの契約を終了したことをTwitterの自身のアカウントで報告した。
2018年10月4日、テンカラットに所属することになった旨を報告。

## 人物・エピソード
- 2011年11月19日発売の『ちゃおデラックス冬の超大増刊号』に、彼女がちゃおガールになってからのストーリーが漫画家「まいた菜穂」により製作され、「ライジングスター〜金井美樹物語〜」のタイトルで掲載された。

- 目標とする人物は、所属事務所の先輩でもある女優の深津絵里。

- 同じ事務所の武藤彩未、島ゆいか、渋谷美憂とは、プライベートでも仲がよい。

## 出演

### テレビドラマ
- Pocky 4 Sisters!（2008年12月27日、BS-i） - 木所ミキ 役
- イケ麺そば屋探偵〜いいんだぜ!〜 第3話・第4話（2009年4月18日・25日、日本テレビ） - マリ 役
- MW-ムウ-第0章〜悪魔のゲーム〜（2009年6月30日、日本テレビ） - 千乃 役
- ざっくり戦士ピラメキッド 第8話・第9話（2010年6月25日・7月9日、テレビ東京） - 中野カレン 役[注 1]
- 連続テレビ小説（NHK）
  - ゲゲゲの女房 第136話・第138話（2010年9月2日・4日）
  - 花子とアン 第153話 - 最終話（2014年9月24日 - 27日） - 村岡美里 役
- 11人もいる!（2011年10月21日 - 12月16日、テレビ朝日） - 真田三子 役
- Answer〜警視庁検証捜査官 第1話・第2話・第6話・最終話（2012年4月18日・25日・5月23日・6月13日、テレビ朝日） - 小暮遥花 役
- プラチナタウン 第2話・第3話（2012年8月26日・9月2日、WOWOW） - 杏子 役
- Dr.門倉周平の事件カルテ（2012年9月26日、テレビ東京） - 門倉加奈 役
- リセット〜本当のしあわせの見つけ方〜（2012年9月30日、MBS）
- 女と男の熱帯 第4話（2013年2月10日、WOWOW）
- ダブルス〜二人の刑事 第8話・最終話（2013年6月6日・13日、テレビ朝日） - 安田絵美 役
- 水曜ミステリー9 検事・沢木正夫2 公訴取り消し（2014年12月24日、テレビ東京） - 森島美紀 役
- 山形発地域ドラマ 私の青おに（2015年11月18日、NHK BSプレミアム） - 辻村莉子（高校時代） 役
- 水曜ミステリー9 警視庁特命刑事☆二人②〜新宿・荒木町コールドケース〜（2017年1月25日、テレビ東京） - 朝香美和子 役
- お前はまだグンマを知らない（2017年3月6日 - 3月27日、日本テレビ） - 吾妻（篠岡京の友人） 役
- &美少女 NEXT GIRL meets Tokyo 第3話（2017年4月19日、フジテレビ） - 真奈美 役
- 大河ドラマ（NHK）
  - 西郷どん 第29話（2018年8月5日） - 下豊留 役
  - いだてん〜東京オリムピック噺〜 最終話（2019年12月15日）
- ワカコ酒 Season4 第4夜（2019年1月28日、BSテレ東） - 店員 役
- 節約ロック 第2話（2019年1月28日、日本テレビ）
- ベビーシッター・ギン! 第1話（2019年6月30日、NHK BSプレミアム）
- 僕はまだ君を愛さないことができる 第1話・第3話・第4話（2019年7月16日・30日・8月6日、フジテレビ） - 田中めぐみ 役
- エ・キ・ス・ト・ラ!!!（2020年1月17日 - 3月20日、カンテレ） - 安川 役
- 福岡恋愛白書15 消えない恋の花火（2020年3月27日、KBC九州朝日放送） - 渡辺葵 役[7]
  - オフィシャルパートナードラマ もうひとつの恋愛白書（2020年3月27日・KBC九州朝日放送、本編と同時放送） - 主演[8]
- まとわりつくオンナ〜五つの地獄編 第2話「本当の友だち」（2020年3月6日、TBS）
- SUITS/スーツ2（2020年4月13日 - 10月19日、フジテレビ） - 中山博美 役
- ゆるキャン△2 第6話・第7話（2021年5月6日 - 5月13日、テレビ東京） - 飯田さんの娘 役[9]
- ホスト相続しちゃいました 第5話（2023年5月16日、関西テレビ・フジテレビ） - 佑美 役
- アンメット ある脳外科医の日記（2024年4月15日 - 6月24日、関西テレビ・フジテレビ） - 大槻彩音 役
- スメルズ ライク グリーン スピリット（2024年9月20日 - 、MBS） - 沢田綾子 役[10]
- 無能の鷹 第2話（2024年10月18日、テレビ朝日） - 前澤優海 役[11]
- ジョフウ 〜女性に××××って必要ですか?〜 第1話（2025年4月2日、テレビ東京） - ナナ 役[12]

### テレビアニメ
- クッキンアイドル アイ!マイ!まいん!（2011年、NHK教育） - ピーチ 役
- くつだる。（2014年4月 - 2015年9月、NHK Eテレ） - 丸尾ミカ子 役

### バラエティ
- ウマラテ（2019年3月7日・14日・21日・28日、フジテレビ）

### 配信ドラマ
- ベイビーステップ（インターネット放送：2016年7月22日 - 9月23日、Amazonプライム・ビデオ、テレビ放送：2017年7月3日 - 9月29日、TOKYO MX1） - 佐々木姫子 役
- &美少女 NEXT GIRL meets Tokyo 第3話（2017年4月19日、FOD） - 真奈美 役
- 紺田照の合法レシピ（2018年3月6日 - 4月24日、Amazonプライム・ビデオ） - 久頭 役
- SPECサーガ黎明篇「サトリの恋」（2018年9月28日 - 10月12日、Paravi） - 凪亜希子 役
- 僕はまだ君を愛さないことができる 第1話・第3話・第4話（2019年7月15日・29日・8月5日、FOD） - 田中めぐみ 役
- 続・BLドラマの主演になりました（2025年6月13日 - 7月25日、TELASA） - 睦月 役[13]

### 映画
- 幕が上がる（2015年2月28日、ティ・ジョイ） - 坂下綾乃（演劇部の女子生徒） 役
- ひるなかの流星（2017年3月24日、東宝）
- お前はまだグンマを知らない（2017年7月22日、KATSU-do） - 吾妻（篠岡京の友人） 役
- 斉木楠雄のΨ難（2017年10月21日、ソニー・ピクチャーズ・エンタテインメント、アスミック・エース）
- 勝手にふるえてろ（2017年12月23日、ファントム・フィルム）- 同級生 愛 役
- チェリーボーイズ（2018年2月17日、アークエンタテインメント）
- 死ねないわたしたち（2019年2月10日） - 主演・佐々木真央 役（杉本桃花とダブル主演）[14]
- 福田村事件（2023年9月1日） - 高畑サダ 役

### MV
- Mrs. GREEN APPLE「ケセラセラ」（2023年4月25日）

### 舞台
- PARCO Production 幕が上がる（2015年5月1日 - 24日、Zeppブルーシアター六本木） - 坂下綾乃（演劇部の女子生徒） 役
- 演劇企画ハッピー圏外 第28回公演 「ニコニコさんが泣いた日」（2017年9月20日 - 25日、コフレリオ 新宿シアター） - ジョン 役
- 演劇企画ハッピー圏外 第30回公演「陽だまりのカンバス」（2018年9月26日 - 10月1日、小劇場てあとるらぽう）
- 椿姫（2018年11月15日 - 18日、シアターグリーン BASE THEATER） - ヒロイン・マルグリット 役[15]
- 100点un・チョイス！5周年記念公演第1弾！第6回本公演舞台『ヒロイン』（2019年4月13日 - 21日、東京芸術劇場 シアターウエスト）
- PARCO produce公演『転校生』（2019年8月17日 - 27日、紀伊國屋ホール[16]）（作：平田オリザ、演出：本広克行） - 堀田早苗 役
- 朗読劇「妖琦庵夜話 その探偵、人にあらず」（2022年11月5日・6日、幕張国際研修センター シンポジウムホール） - アカリ 役

### 雑誌
- ちゃお（2008年 - 2010年、小学館）
- モーニング（講談社）インタビュー（2014年）

### CM
- ドミノ・ピザ ポケモンキャンペーン（2008年）
- 江崎グリコ ポッキー「ポッキー四姉妹」（2008年） - 四女・ミキ役[17]
- 小学館 ちゃお（2008 - 2010年）
- バンダイ こなぷん（2008年）
- ユニ・チャーム シルコットウェットティッシュ（2009年）
- 花王、クリアクリーン（2010年 - ）
- ベネッセ 進研ゼミ中学講座（2010年）
- 中央カレッジグループ（2013年）
- ユニバーサル・スタジオ・ジャパン（2013年）
- 台湾大塚製薬 ポカリスエット（2013年）
- 香港大塚製薬 ポカリスエット（2013年・2014年）[18][19]
- ロッテ Fit's 「ファッション篇」（2014年2月 - ）
- フィールズ タワーオブプリンセス 「みんなで冒険篇」（2016年）
- 東京海上日動あんしん生命保険 企業広告「父母への手紙 結婚編」（2016年）
- 富士フイルム instax SQUARE SQ6「ましかくチェキとお出かけ」篇（2018年5月26日 - ）
- モスバーガー テリヤキバーガー「テリヤキチキン もう一手間」篇（2019年5月25日 - ）

## ディスコグラフィー

### 参加作品
NHK TVアニメ「くつだる。」のテーマ曲
- マボロシ☆ラ部 CDシングル｢Merry Go World」（2014年11月19日、日本コロムビア）